# Olga Sánchez Cordero
Olga Sánchez Cordero (ur. 1947 r. w Meksyku) – meksykańska prawnik i polityk.

## Życiorys
Urodzona w 1947 r. w mieście Meksyk. Ukończyła Narodowy Uniwersytet Autonomiczny Meksyku i została pierwszą notariuszką w Meksyku. W 1995 r. została powołana do Sądu Najwyższego i zasiadała w nim przez 21 lat, do listopada 2015 roku. Gdy lider Partii Odrodzenia Narodowego Andrés Manuel López Obrador wygrał wybory prezydenckie w 2018 r., Sánchez Cordero została mianowana ministrem spraw wewnętrznych jako pierwsza kobieta. W publicznych wystąpieniach Sánchez Cordero zapowiedziała działania na rzecz legalizacji marihuany.